# Renato Calapso
Renato Calapso (né le 11 juillet 1901 à Palerme et mort le 17 novembre 1976 à Messine) est un mathématicien italien spécialiste de géométrie différentielle.

## Biographie
Fils de Pasquale Calapso, Renato Calapso est diplômé de l'université de Messine en 1922 et peu après devient professeur assistant d'analyse. Plus tard, il obtient la chaire d'analyse mathématique et en 1935 il obtient la chaire de géométrie, toujours à l'université de Messine, poste qu'il occupe jusqu'à sa retraite en 1976.
Ses recherches, initialement influencées par son père, étaient consacrées principalement à la géométrie différentielle. Dans es dernières années de sa vie il s'est intéressé aux géométries non-euclidiennes.

## Source de la traduction
- (it) Cet article est partiellement ou en totalité issu de l’article de Wikipédia en italien intitulé « Renato Calapso » (voir la liste des auteurs).